# Памятник народным героям
Памятник народным героям в Пекине (кит. упр. 人民英雄纪念碑, пиньинь Rénmín yīngxíong jĭnìanbēi, палл. Жэньминь инсюн цзиняньбэй) — трехэтажный обелиск, национальный монумент Китайской Народной Республики. Был построен в память о борцах, отдавших жизнь в революционной борьбе китайского народа в XIX и XX веках.

## История и описание
Монумент был построен на основании принятой 30 сентября 1949 года резолюции первого пленарного заседания Народного политико-консультативного совета Китая. Проект был создан архитектором Лян Сычэном, ряд элементов был разработан его женой, Линь Хуэйинь. Строительство происходило с августа 1952 по май 1958 года.
Монумент расположен на площадке севернее сегодняшнего мавзолея Мао Цзэдуна с южной стороны площади Тяньаньмэнь. Его высота по некоторым оценкам составляет около 37,94 м, площадь — 3 000 м². Монумент весит 10 000 тонн, состоит из 17 000 мраморных и гранитных блоков, добытых в Циндао (провинция Шаньдун) и пекинском районе Фаншань.
На пьедестале находятся восемь вырезанных из белого мрамора больших барельефов, изображающих революционные события, отражающие борьбу китайцев в период с Первой опиумной войны 1840 года до основания Китайской Народной Республики в 1949. Барельефы расположены в хронологическом порядке по часовой стрелке начиная с востока:
1. Сжигание опиума во время Первой опиумной войны (1840 год).
2. Восстание в деревне Цзиньтянь во время Восстания тайпинов (1851 год).
3. Учанское восстание во время Синьхайской революции (1911 год).
4. Движение 4 мая (1919 год).
5. Движение 30 мая (1925 год).
6. Наньчанское восстание (1927 год).
7. Антияпонская война 1931—1945 годов.
8. Переход через Янцзы (1949 год).

На передней стороне монумента высечена рукописная цитата из Мао Цзэдуна: «Вечная слава народным героям!»　(кит. 人民英雄永垂不朽)
На задней стороне монумента приведена памятная надпись с посвящением, составленным Мао Цзэдуном и записанным Чжоу Эньлаем:

Памятник народным героям

Вечная слава народным героям, отдавшим жизни в народно-освободительной войне и в народной революции за последние три года! 
 Вечная слава народным героям, отдавшим жизни в народно-освободительной войне и в народной революции за последние тридцать лет! 
 Отсюда возвращаемся мыслями в 1840 год, вечная слава народным героям, которые с того времени отдали жизни во многих битвах против внутренних и иностранных врагов за национальную независимость, свободу и благополучие народа!

30 сентября 1949 года; учреждён во время первой пленарной сессии Народного политико-консультативного совета Китая
Оригинальный текст (кит.)人民英雄紀念碑

三年以来在人民解放战争和人民革命中牺牲的人民英雄們永垂不朽 

三十年以来在人民解放战争和人民革命中牺牲的人民英雄們永垂不朽 

由此上溯到一千八百四十年从那時起为了反对内外敌人争取民族独立和人民自由幸福在歷→

→次鬥争中牺牲的人民英雄們永垂不朽

一九四九年九月三十日　中國人民政治協商會議第一屆全体會議建立

- «Последние три года» — Гражданская война в Китае (1946—1949)
- «Последние тридцать лет» — Новодемократическая революция[1] начиная с Движения четвертого мая (1919 год) до окончания революции в 1949 году.
- «с 1840 года» — борьба китайского народа против различных внутренних и внешних врагов, продолжавшаяся начиная с Опиумных войн до становления КНР.

## В филателии
Четыре барельефа Памятника народным героям — Движение 4 мая, Наньчанское восстание, Антияпонская война 1931—1945 годов и Переход через Янцзы — изображены на первых четырёх почтовых марках серии из 20 почтовых марок «100-летие основания Коммунистической партии Китая» (номер серии 2021-16), выпущенной почтой КНР 1 июля 2021 года.